# Bob Kelly (Fußballspieler)
Robert „Bob“ Kelly (* 16. November 1893 in Ashton-in-Makerfield, Lancashire; † 22. September 1969 in Fylde, England) war ein englischer Profifußballer und Nationalspieler.

## Vereinsdaten
Während seiner Karriere als Vereinsfußballer spielte er in fünf verschiedenen Profivereinen. Besonderes großes Ansehen genoss er bei den Fans des Vereins Huddersfield Town, wohin er 1927 wechselte.
1925 brach er den britischen Transferrekord, als er für £ 6.550 von Burnley nach Sunderland wechselte.
Nach seiner Zeit als aktiver Fußballer war er noch in diversen Mannschaften als Trainer aktiv.
Zur Saison 1949/50 wurde er als Nachfolger von Jimmy Townley vom Schweizer Erstligaaufsteiger FC St. Gallen verpflichtet, mit dem er zum Saisonende abstieg. In der Folgesaison wurde er mit dem Verein Siebter in der aus 14 Vereinen bestehenden Nationalliga B.

## Englische Fußballnationalmannschaft
Für die englische Fußballnationalmannschaft schoss er in 14 Spielen 8 Tore.